# Sternwarte Calden
Die Sternwarte Calden war eine von einer amateurastronomischen Vereinigung betreute Sternwarte. Sie befand sich am Nordrand des Kernortes der im nordhessischen Landkreis Kassel gelegenen Gemeinde Calden und wurde 2012 geschlossen.

## Geschichte
Die Sternwarte Calden wurde vom Astronomischen Arbeitskreis Kassel e.V. betrieben und etwa 1977 errichtet. Sie bekam 1995 in einem großen Ausbau ein festes Aufenthalts- und Vortragsgebäude sowie zwei stabile Kuppeln. Die Energieversorgung stellten zunächst eine Solarstromanlage und seit 1996 zusätzlich eine Windkraftanlage sicher. Seit Ende 2004 wurde fast nur noch auf eine neu installierte 220-V-Stromversorgung zurückgegriffen.
Im Jahr 2010 wurde beschlossen, die Sternwarte in Calden aufzugeben. Sie ist daher seit Ende 2011 für die Öffentlichkeit nicht mehr zugänglich. Als Gründe wurden der Ausbau des nahe gelegenen Flughafens Calden, rückläufige Besucherzahlen und die mangelnde Aktivität der Mitglieder des Trägervereins aufgeführt. Die astronomischen Instrumente der Sternwarte werden als Leihgabe in das Schülerforschungszentrum Nordhessen in Kassel eingebracht. Auf dessen Dach wurde die Sternwarte Kassel errichtet, in der auch durch den Astronomischen Arbeitskreis Kassel öffentliche Beobachtungen durchgeführt werden.

## Ausstattung in 2011

### 1. Kuppel
- 300/1600-mm-Newton-Teleskop auf Montierung Fornax51

### 2. Kuppel
- 200/3000-mm-Schaer-Fernrohr
- 200/800-mm-Newton-Teleskop
- Montierung auf Alt AD7 mit FS2-Steuerung

### 1. Außensäule
- Celestron C8

### Zubehör
- Gitterspektrometer
- Halbleiter-Photometer
- T-Scanner für H-α-Sonnenbeobachtung
- CCD-Kamera (Sbig ST-7E) mit Filterschublade und Astronomik RGB TypII Filtersatz
- Feldstecher 20 x 80 mit Stativ
- Interferenzfilter
- Mintron-Himmelskamera mit Monitor
- 6-Zoll-Schmidtkamera